# 역학 (천문학)

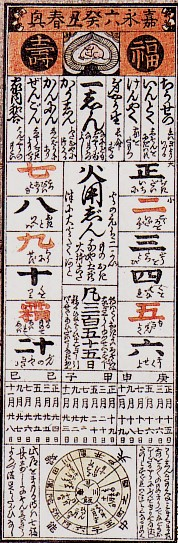

역학(曆學)은 근대 이전에 있었던 학문으로, 천체의 움직임을 관측해서 역법을 정하는 것을 말한다. 발전해서 천문학이 되었다.